# Iadons
Els iadons (llatí: Iadones) eren un poble celta del nord-oest de la Tarraconense o Galícia, que són esmentats només per Plini el Vell que els situa prop d'un poble anomenat Arrotrebae (Arrotrebae).